# Elephantomyia (Elephantomyia) chionopoda
Elephantomyia (Elephantomyia) chionopoda is een tweevleugelige uit de familie steltmuggen (Limoniidae). De soort komt voor in het Neotropisch gebied.